# Peter Dinklage
Pour les articles homonymes, voir Dinklage (homonymie).
Peter Dinklage ([ˈpitɚ ˈdɪŋklɪd͡ʒ]) est un acteur américain, né le 11 juin 1969 à Morristown (New Jersey).
Atteint de nanisme, il mesure 132 centimètres. Révélé en 2003 par le film The Station Agent puis participant au blockbuster Le Monde de Narnia : Le Prince Caspian en 2007, il accède surtout à la notoriété grâce à son interprétation de Tyrion Lannister dans la série Game of Thrones.

## Biographie

### Carrière
Peter Hayden Dinklage se lance assez tôt dans le cinéma, où il incarne des personnes de petite taille (1,32 m) mais aussi des êtres surnaturels. Il tourne pour la première fois au cinéma dans Ça tourne à Manhattan puis joue un rôle secondaire important dans Human Nature. 
Il est révélé au grand public dans le film The Station Agent (2004) pour lequel il est nommé pour l'Independent Spirit Award et le Screen Actors Guild Award. Son rôle de Trumpkin dans le film Le Prince Caspian (2008) donne à sa carrière un tournant international. Il joue en outre son propre rôle pour HBO dans un épisode de la saison 2 de la série télévisée Entourage (épisode 7 - 2005).
Depuis 2011, il est principalement connu pour son rôle de Tyrion Lannister dans la série à succès Game of Thrones, pour lequel il remporte un Golden Globe et quatre Primetime Emmy Awards. 
En 2013, il est annoncé à la distribution vocale du jeu de tir en vue à la première personne Destiny, développé par le studio Bungie Studios et prévu pour l'année d'après. Il y incarne un robot flottant du nom de Ghost qui sert de compagnon aux joueurs. Les retours sur sa performance sont majoritairement négatifs,,. En août 2015, le studio annonce que le personnage sera interprété par le vétéran Nolan North à partir de la prochaine extension The Taken King et que ce dernier allait réenregistrer les précédentes répliques de Dinklage. Le studio explique que le remplacement de l'acteur était nécessaire à cause de l'indisponibilité de ce dernier due à sa carrière Hollywoodienne.
En 2014, il incarne le personnage de comics Bolivar Trask, créateur des Sentinelles et principal antagoniste du film X-Men: Days of Future Past, nouveau volet cinématographique de la franchise X-Men. Au sujet de son personnage, l'acteur refuse de le considérer comme un méchant, le décrivant comme un « homme de science, un inventeur. Il voit ce qu'il fait comme quelque chose de profondément positif, mais son ambition est quelque peu pervertie par son arrogance. C'est quelqu'un qui a lutté toute sa vie pour obtenir le respect et la considération ».
Il joue également dans le film Knights of Badassdom, sorti dans les salles en France au début de l'année 2014.

### Vie personnelle
Atteint dès la naissance d'achondroplasie, sa croissance s'est interrompue à 1,32 m.
Il est marié depuis 2005 à Erica Schmidt, une directrice de théâtre avec qui il a un enfant en 2011,. Ils vivent à New York. En octobre 2017, leur deuxième enfant est né.

## Engagements et prises de position

### Végétarisme puis véganisme
Il devient végétarien à l'âge de 16 ans, par éthique. Très engagé dans ce domaine, en 2012, il devient le porte-parole de Walk for Farm Animals, un événement de défense des animaux de ferme. Il devient par la suite végane et, en 2014, il présente le film Face Your Food pour l'organisation PETA, exposant la situation des animaux dans les élevages industriels, et encourageant ses fans à devenir eux aussi véganes : « Les images que vous êtes sur le point de voir, vous n'aurez peut-être pas envie de les regarder, mais elles vous montrent ce que vous financez à chaque fois que vous achetez de la viande, des œufs ou des produits laitiers,,,. »

### Prises de position concernant le nanisme
Peter Dinklage souhaite faire évoluer les représentations du nanisme dans les médias ; il s'est ainsi opposé à la représentation « arriérée » des sept nains dans le prochain remake du célèbre classique de Disney, dont le tournage a débuté en 2022,. À la suite de cette remarque, les studios Disney font savoir qu'ils ont consulté des personnalités concernées avant le tournage, et que les nains du film seront présentés comme des créatures magiques.
Ses déclarations ont cependant été vivement critiquées par d'autres acteurs atteints de nanisme, notamment Dylan Postl sur X (anciennement Twitter). Celui-ci a accusé Dinklage de "priver de travail des personnes atteintes de nanisme" (puisque Disney a entièrement remanié le casting des nains, n'en laissant qu'un seul de petite taille).

## Filmographie

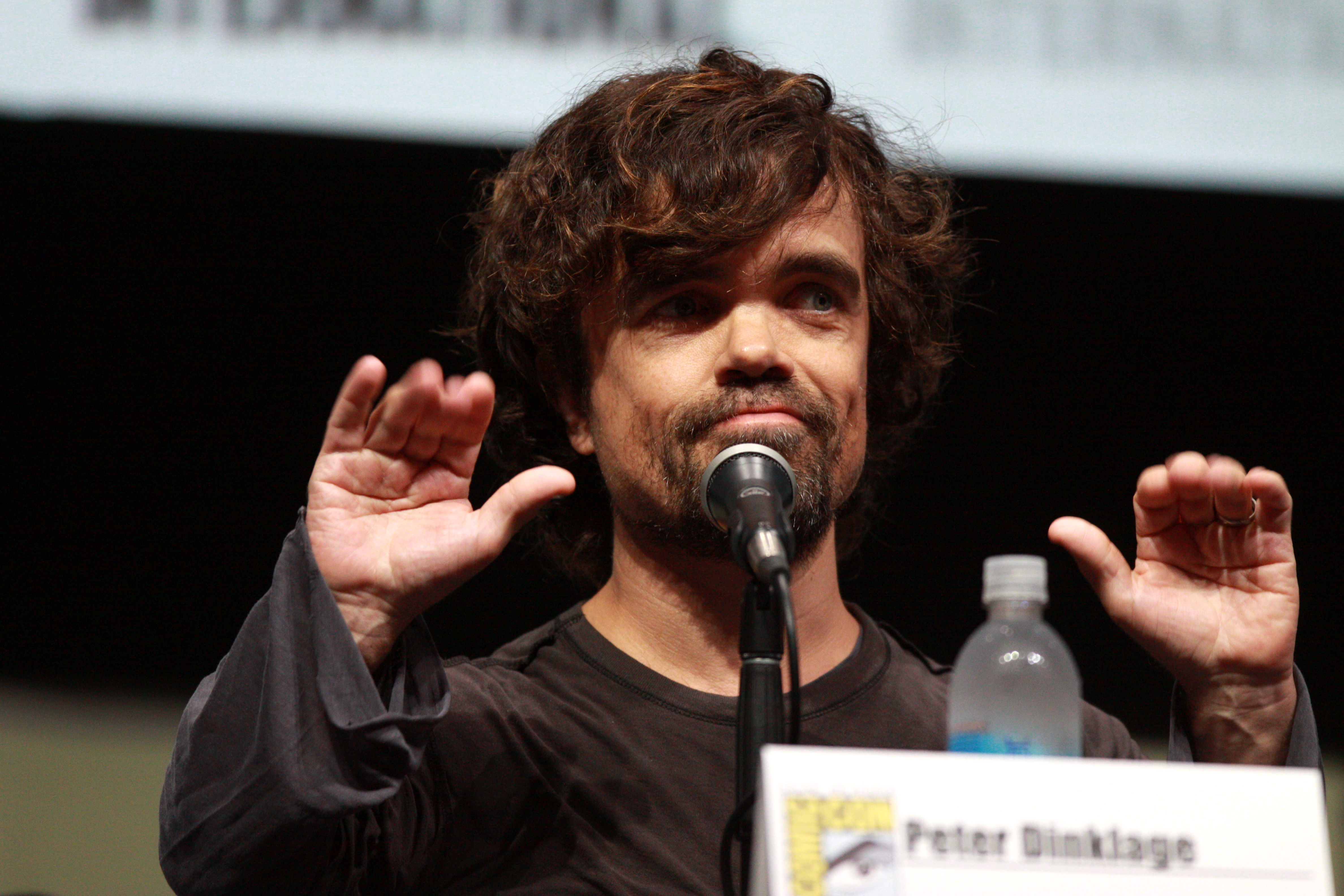
Peter Dinklage (2013).

Sauf indication contraire, les informations mentionnées dans cette section peuvent être confirmées par les bases de données cinématographiques  présentes dans la section « Liens externes ».

### Cinéma

#### Films
- 1995 : Ça tourne à Manhattan (Living in Oblivion) de Tom DiCillo : Tito
- 1996 : Bullet de Julien Temple : Building Manager
- 1998 : Casses en tous genres (Safe Men) de John Hamburg : Leflore
- 1999 : Pigeonholed de Michael Swanhaus : Roy
- 2001 : Never Again d'Eric Schaeffer : Harry Appleton
- 2001 : Human Nature de Michel Gondry : Frank
- 2002 : 13 Moons d'Alexandre Rockwell : Binky
- 2002 : Just a Kiss de Fisher Stevens : Dink
- 2003 : Tiptoes de Matthew Bright : Maurice
- 2003 : The Station Agent de Thomas McCarthy : Finbar McBride
- 2003 : Elfe (Elf) de Jon Favreau : Miles Finch
- 2004 : 89 Seconds at Alcazar d'Eve Sussman (court-métrage) : Mari Babola
- 2004 : Jail Bait de Ben Sainsbury : Lindo
- 2004 : Surviving Eden de Greg Pritikin (en) : Sterno
- 2005 : The Baxter de John Showalter (VQ : Claude Gagnon) : Benson Hedges
- 2005 : Escape Artists de Michael Laurence : Mr. Duff
- 2005 : Lassie (Lassie) de Charles Sturridge : Rowlie
- 2005 : Fortunes de Parker Cross : Mike Kirkwood
- 2006 : The Limbo Room de Debra Eisenstadt : Dusty Spitz
- 2006 : Jugez-moi coupable (Find Me Guilty) de Sidney Lumet : Ben Klandis
- 2006 : Little Fugitive (en) de Joanna Lipper : Sam Norton
- 2006 : Penelope (Penelope) de Mark Palansky : Lemon, le journaliste borgne
- 2007 : Ascension Day d'Akosua Busia : Brantly
- 2007 : Joyeuses Funérailles (Death at a Funeral) de Frank Oz : Peter
- 2007 : Underdog de Frederik Du Chau : Simon Barsiniter
- 2007 : Le Monde de Narnia : Le Prince Caspian (The Chronicles of Narnia : Prince Caspian) d'Andrew Adamson : le nain Trompillon
- 2009 : Saint John of Las Vegas, de Hue Rhodes : Mr Townsend
- 2010 : Panique aux funérailles (Death at a Funeral) de Neil LaBute : Frank
- 2010 : The Last Rites of Ransom Pride (The Last Rites of Ransom Pride) de Tiller Russell : Dwarf
- 2011 : A Little Bit of Heaven de Nicole Kassell : Vinnie
- 2013 : A Case of You de Kat Coiro : Gerard
- 2013 : Knights of Badassdom de Joe Lynch : Hung
- 2014 : Low Down de Jeff Preiss : Alain
- 2014 : X-Men: Days of Future Past de Bryan Singer : Bolivar Trask
- 2014 : Deuxième Chance à Brooklyn (The Angriest Man in Brooklyn) de Phil Alden Robinson : Aaron Altmann
- 2015 : Pixels de Chris Columbus : Eddie Plant
- 2016 : The Boss de Ben Falcone : Renault
- 2017 : Rememory de Mark Palansky : Sam Bloom
- 2017 : Three Billboards : Les Panneaux de la vengeance (Three Billboards Outside Ebbing, Missouri) de Martin McDonagh : James
- 2017 : State of Mind (Three Christs) de Jon Avnet : Joseph
- 2018 : Seuls sur Terre (I Think We're Alone Now) de Reed Morano : Del
- 2018 : Avengers: Infinity War d'Anthony et Joe Russo : Eitri
- 2020 : I Care a Lot de J Blakeson : Roman Lunyov
- 2021 : Cyrano de Joe Wright : Cyrano de Bergerac
- 2022 : The Toxic Avenger de Macon Blair : Winston / The Toxic Avenger
- 2022 : American Dreamer de Paul Dektor : Dr Phil Loder
- 2023 : Hunger Games : La Ballade du serpent et de l'oiseau chanteur (The Ballad of Songbirds and Snakes) de Francis Lawrence : Casca Highbottom
- 2023 : Transformers: Rise of the Beasts de Steven Caple Jr. : Scourge (voix)
- 2023 : She Came to Me (ou Addicted to Romance de Rebecca Miller : Steven
- 2024 : Unfrosted : L'épopée de la Pop-Tart (Unfrosted) de Jerry Seinfeld : Harry Friendly
- 2024 : Wicked de Jon Chu : Dr Dillamond (voix)
- 2024 : Brothers de Max Barbakow : Jady (également producteur)
- 2024 : Du sang dans la neige (The Thicket) d'Elliott Lester : Reginald Jones
- 2025 : Wicked : Partie 2 (Wicked: For Good) de Jon Chu : Dr Dillamond (voix)
- 2025 : Roofman de Derek Cianfrance

#### Films d'animation
- 2012 : L'Âge de glace 4 : La Dérive des continents de Steve Martino et Mike Thurmeier : le capitaine Gutt
- 2016 : Angry Birds, le film de Clay Kaytis et Fergal Reilly : Aigle vaillant (The Mighty Eagle)
- 2020 : Les Croods 2 (The Croods 2) de Joel Crawford : Phil Bettermann

### Télévision

#### Téléfilms et séries télévisées
- 2001 : Oz (saison 4, épisode 15 : Even the Score) : un nain victime de meurtre
- 2002 : New York 911 (saison 3, épisode 11 : The Long Guns)
- 2004 : La Vie comme elle est, épisodes Breaking Away et A Little Problem : Dr. Belber
- 2005 : Testing Bob (téléfilm) de Rodman Flender
- 2005 : Entourage (saison 2) : lui-même
- 2005 : Threshold : Premier Contact (13 épisodes) : Arthur Ramsey
- 2006 : Ultra (téléfilm) de Helen Shaver
- 2006 : Nip/Tuck (saison 4) : Marlowe Sawyer
- 2008 : 30 Rock (saison 3)
- 2011-2019 : Game of Thrones : Tyrion Lannister (rôle principal - 67 épisodes)
- 2018 : My Dinner with Hervé (téléfilm) : Hervé Villechaize
- 2025 : Dexter: Resurrection : Leon Prater

#### Séries d'animation
- 2022 : Rick et Morty : Chans (saison 6 épisode 2 : Une Mort-vie bien vécue)

### Jeux vidéo
- 2008 : Le Monde de Narnia : Le Prince Caspian : Trompillon
- 2012 : L'Âge de glace 4 : La Dérive des continents - Jeux de l'Arctique : le capitaine Gutt
- 2014 : Destiny : Le Spectre (1re voix, remplacé par Nolan North en 2015)
- 2015 : Game of Thrones : A Telltale Games Series : Tyrion Lannister

### Musique
- 2020 : Alestorm : Curse of the Crystal Coconut : Fannybaws [20][Quoi ?]

## Distinctions principales

### Récompenses

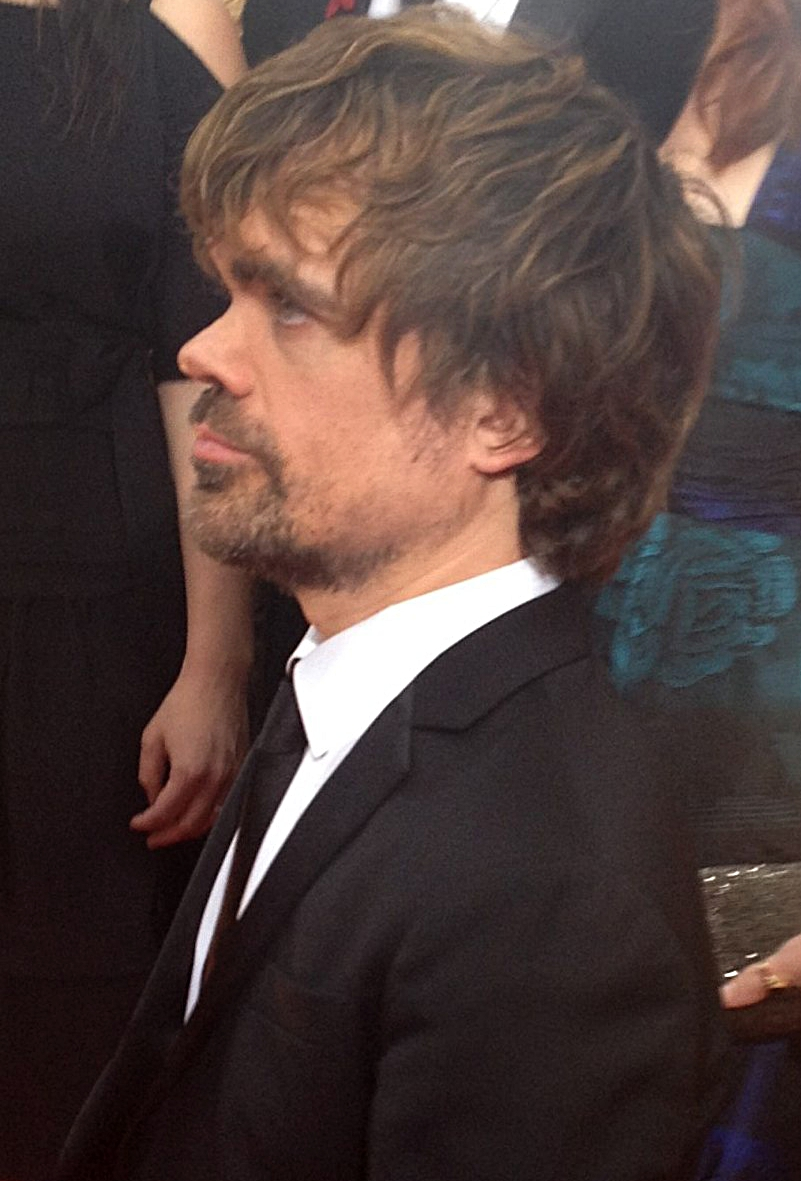
Dinklage lors de la 69e cérémonie des Golden Globes en 2012.

- New York Film Critics Online Awards 2003 : Meilleure révélation de l’année dans une comédie dramatique pour The Station Agent (2003).
- Online Film & Television Association Awards 2003 : Meilleure performance masculine dans une comédie dramatique pour The Station Agent (2003).
- Ourense Independent Film Festival 2003 : meilleur acteur dans une comédie dramatique dans une comédie dramatique pour The Station Agent (2003).
- Satellite Awards 2004 : Prix spécial du meilleur talent dans une comédie dramatique pour The Station Agent (2003).
- Online Film & Television Association Awards 2011 : meilleur acteur dans un second rôle dans une série télévisée dramatique pour Game of Thrones (2011-2019) pour le rôle de Tyrion Lannister.
- Primetime Emmy Awards 2011 : Meilleur acteur dans un second rôle dramatique pour Game of Thrones (2011-2019) pour le rôle de Tyrion Lannister.
- Satellite Awards 2011 : Meilleur acteur dans un second rôle dans une série télévisée pour Game of Thrones (2011-2019) pour le rôle de Tyrion Lannister.
- Scream Awards 2011 : meilleur acteur dans un second rôle dans une série télévisée dramatique pour Game of Thrones (2011-2019) pour le rôle de Tyrion Lannister.
- Golden Globes 2012 : Meilleur acteur dans un second rôle dans une série, une mini-série ou un téléfilm pour Game of Thrones (2011-2019) pour le rôle de Tyrion Lannister.
- Online Film & Television Association Awards 2014 : meilleur acteur dans un second rôle dans une série télévisée dramatique pour Game of Thrones (2011-2019) pour le rôle de Tyrion Lannister.
- Gold Derby Awards 2015 : meilleur acteur dans un second rôle dans une série télévisée dramatique pour Game of Thrones (2011-2019) pour le rôle de Tyrion Lannister.
- Primetime Emmy Awards 2015 : Meilleur acteur dans un second rôle dramatique pour Game of Thrones (2011-2019) pour le rôle de Tyrion Lannister.
- Online Film & Television Association Awards 2016 : meilleur acteur dans un second rôle dans une série télévisée dramatique pour Game of Thrones (2011-2019) pour le rôle de Tyrion Lannister.
- Chicago Independent Film Critics Circle Awards 2017 : meilleure distribution pour Three Billboards : Les Panneaux de la vengeance, partagé avec Abbie Cornish, Woody Harrelson, John Hawkes, Lucas Hedges, Zeljko Ivanek, Caleb Landry Jones, Frances McDormand, Sam Rockwell et Samara Weaving
- Gold Derby Awards 2017 : meilleure distribution pour Three Billboards : Les Panneaux de la vengeance
- Online Film & Television Association Awards 2018 : meilleure distribution pour Three Billboards : Les Panneaux de la vengeance
- Primetime Emmy Awards 2018 : Meilleur acteur dans un second rôle dramatique pour Game of Thrones
- Screen Actors Guild Awards 2018 : Meilleure distribution pour Three Billboards : Les Panneaux de la vengeance
- Screen Actors Guild Awards 2020 : Meilleur acteur dans une série dramatique pour Game of Thrones (2011-2019) pour le rôle de Tyrion Lannister.

### Nominations
- Chicago Film Critics Association Awards 2004 : Meilleur acteur dans une comédie dramatique pour The Station Agent (2003).
- Chlotrudis Awards 2004 : Meilleur acteur dans une comédie dramatique pour The Station Agent (2003).
- Film Independent Spirit Awards 2004 : meilleur acteur dans une comédie dramatique pour The Station Agent (2003).
- Gold Derby Awards 200 : meilleure révélation dans une comédie dramatique pour The Station Agent (2003).
- Las Vegas Film Critics Society Awards 2004 : meilleur acteur dans une comédie dramatique pour The Station Agent (2003).
- IGN Summer Movie Awards 2011 : meilleur acteur dans une série télévisée dramatique pour Game of Thrones (2011-2019) pour le rôle de Tyrion Lannister.
- Gold Derby Awards 2011 : meilleur acteur dans un second rôle dans une série télévisée dramatique pour Game of Thrones (2011-2019) pour le rôle de Tyrion Lannister.
- Critics' Choice Television Awards 2012 : Meilleur acteur dans un second rôle dans une série dramatique pour Game of Thrones (2011-2019) pour le rôle de Tyrion Lannister.
- Gold Derby Awards 2012 : meilleur acteur dans un second rôle dans une série télévisée dramatique pour Game of Thrones (2011-2019) pour le rôle de Tyrion Lannister.
- Festival de télévision de Monte-Carlo 2012 : Prix de la Nymphe d'or du meilleur acteur dans une série télévisée dramatique pour Game of Thrones (2011-2019) pour le rôle de Tyrion Lannister.
- Primetime Emmy Awards 2012 : Meilleur acteur dans un second rôle dramatique pour Game of Thrones (2011-2019) pour le rôle de Tyrion Lannister.
- Satellite Awards 2012 : Meilleur acteur dans un second rôle dans une série télévisée pour Game of Thrones (2011-2019) pour le rôle de Tyrion Lannister.
- Gold Derby Awards 2013 : meilleur acteur dans un second rôle dans une série télévisée dramatique pour Game of Thrones (2011-2019) pour le rôle de Tyrion Lannister.
- Primetime Emmy Awards 2013 : Meilleur acteur dans un second rôle dramatique pour Game of Thrones (2011-2019) pour le rôle de Tyrion Lannister.
- Gold Derby Awards 2014 : meilleur acteur dans un second rôle dans une série télévisée dramatique pour Game of Thrones (2011-2019) pour le rôle de Tyrion Lannister.
- Primetime Emmy Awards 2014 : Meilleur acteur dans un second rôle dramatique pour Game of Thrones (2011-2019) pour le rôle de Tyrion Lannister.
- MTV Movie Awards 2015 : meilleur vilain dans un film d’aventure pour X-Men: Days of Future Past.
- Critics' Choice Television Awards 2016 : Meilleur acteur dans un second rôle dans une série dramatique pour Game of Thrones (2011-2019) pour le rôle de Tyrion Lannister.
- Primetime Emmy Awards 2016 : Meilleur acteur dans un second rôle dramatique pour Game of Thrones (2011-2019) pour le rôle de Tyrion Lannister.
- Awards Circuit Community Awards 2017 : meilleure distribution dans un drame pour Three Billboards : Les Panneaux de la vengeance, partagé avec Darrell Britt-Gibson, Kerry Condon, Abbie Cornish, Woody Harrelson, John Hawkes, Lucas Hedges, Zeljko Ivanek, Caleb Landry Jones, Frances McDormand, Clarke Peters, Sam Rockwell et Samara Weaving.
- Critics' Choice Movie Awards 2018 : Meilleur acteur dans un second rôle dramatique pour Game of Thrones (2011-2019) pour le rôle de Tyrion Lannister.
- Gold Derby Awards 2018 : meilleur acteur dans un second rôle dans une série télévisée dramatique pour Game of Thrones (2011-2019) pour le rôle de Tyrion Lannister.
- Gold Derby Awards 2018 : meilleure distribution dans une série télévisée dramatique pour Game of Thrones (2011-2019) partagé avec Alfie Allen, Jacob Anderson, Pilou Asbæk, Hafþór Júlíus Björnsson, John Bradley, Jim Broadbent, Gwendoline Christie, Emilia Clarke, Nikolaj Coster-Waldau, Liam Cunningham, Richard Dormer, Nathalie Emmanuel, Jerome Flynn, Aidan Gillen, Iain Glen, Kit Harington, Lena Headey, Isaac Hempstead-Wright, Conleth Hill, Kristofer Hivju, Tom Hopper, Anton Lesser, Rory McCann, Staz Nair, Richard Rycroft, Sophie Turner, Rupert Vansittart et Maisie Williams.
- Golden Globes 2022 : Meilleur acteur dans un film musical ou une comédie pour Cyrano (2021).

## Voix francophones
En version française, Peter Dinklage est doublé à ses débuts par Pierre Dourlens dans Ça tourne à Manhattan, Patrick Béthune dans Human Nature, François Siener dans Elfe et Jugez-moi coupable, Jean-François Roubaud dans Pénélope (qui le retrouvera en 2024 dans American Dreamer (en)) ou encore par Maurice Decoster dans Joyeuses Funérailles.
Au cours des années 2000, Constantin Pappas, devient sa voix régulière, le doublant dans Threshold, Nip/Tuck, Game of Thrones, X-Men: Days of Future Past, Three Billboards, My Dinner with Hervé ou encore Hunger Games : La Ballade du serpent et de l'oiseau chanteur. Parallèlement, Pascal Casanova le double dans Le Monde de Narnia : Le Prince Caspian et Avengers: Infinity War, tout comme Christophe Hespel dans Seuls sur Terre et Bernard Alane dans Wicked.
En version québécoise, Thiéry Dubé est la voix principale de l'acteur qu'il double notamment dans Lassie, Pénélope, Underdog, Pour un instant de bonheur, Pixels, La Patronne, Cyrano ou encore Une rencontre inattendue. Il est également doublé par Claude Gagnon dans Le bon perdant, Alain Zouvi dans Coupable ou non, Marc-André Bélanger dans Joyeuses funéraillesainsi que par Daniel Picard  dans Les Chroniques de Narnia : Le Prince Caspian et Avengers : La guerre de l'infini.